# Reticulocosta
Reticulocosta is een geslacht van uitgestorven kreeftachtigen uit de klasse van de Ostracoda (mosselkreeftjes).

## Soorten
- Reticulocosta jezzineensis (Bischoff, 1963) Reyment, 1982 †
- Reticulocosta vitiliginosa (Apostolescu, 1961) Babinot, 1988 †